# إريك بولتن
اريك بولتن هو لاعب هوكي جليد كندي، ولد في 17 أغسطس 1976 في هاليفاكس في كندا.

## وصلات خارجية
- إريك بولتن على موقع دوري الهوكي الوطني (الإنجليزية)
- إريك بولتن على موقع EliteProspects.com (الإنجليزية)
- إريك بولتن على موقع Eurohockey.com (الإنجليزية)
- إريك بولتن على موقع HockeyDB.com (الإنجليزية)
- إريك بولتن على موقع Hockey-Reference.com (الإنجليزية)